# Skælskør
Skælskør é um município da Dinamarca, localizado na região este, no condado de Vestsjaelland.
O município tem uma área de 170,02 km² e uma população de 11 899 habitantes, segundo o censo de 2004.